# Gaudete et exsultate
Gaudete et exsultate (česky Radujte se a jásejte) je třetí apoštolská exhortace papeže Františka z 19. března 2018 (slavnost sv. Josefa), zveřejněná 9. dubna 2018 s podtitulem „o povolání ke svatosti v dnešním světě“. Zabývá se všeobecným povoláním ke svatosti se zaměřením „na praktické přetvoření povolání ke svatosti pro naši dobu“.

## Pozadí
Několik týdnů před vydáním apoštolské exhortace vydala Kongregace pro nauku víry dopis katolickým biskupům s názvem Placuit Deo (Bohu se zalíbilo) „o některých aspektech křesťanské spásy“, který předjímal ústřední téma Gaudete et exsultate a popisoval moderní formy pelagianismu a gnosticismu. František vidí tyto dvě starověké hereze v současném pojetí svatosti založeném na dodržování určitých abstraktních pravidel, „posedlosti zákonem, ... puntičkářské péči o církevní liturgii“, zatímco ignoruje nepořádek skutečného života a utrpení lidí na okraji společnosti. Pokud se církev neotevře změnám, může se stát „muzejním exponátem“, který nemá kontakt s živou láskou, jež je základem křesťanského života: „Jakmile uvěříme, že vše závisí na lidském úsilí usměrňovaném církevními pravidly a strukturami, nevědomky si komplikujeme evangelium a stáváme se otroky plánu, který ponechává jen málo otvorů pro působení milosti“.

## Zveřejnění
Dokument zveřejnila Tisková kancelář Svatého stolce na tiskové konferenci 9. dubna 2018, na slavnost Zvěstování Páně, kterou představili tehdejší arcibiskup Angelo De Donatis, generální vikář pro Řím, novinář Gianni Valente a Paola Bignardiová z Katolické akce (Azione Cattolica). Vedle angličtiny vyšla také v arabštině, francouzštině, němčině, italštině, polštině, portugalštině a španělštině.

## Obsah
Dokument je rozdělen do pěti kapitol: o univerzální výzvě k dokonalosti lásky, o herezích gnosticismu a pelagianismu, které jsou popsány jako „falešné formy svatosti“, o blahoslavenstvích jako „bohoslužbě nejpřijatelnější Bohu“, o pěti znameních svatosti v moderním světě (vytrvalost, trpělivost, mírnost, radost a smysl pro humor, odvaha a vášnivá oddanost) a o životě jako neustálém duchovním boji proti zlu prostřednictvím rozlišování duchů.
Gaudete et exsultate navazuje na předchozí Františkovy apoštolské exhortace Evangelii gaudium a Amoris laetitia. Je kratší, má 44 stran ve srovnání s 256 stranami Amoris laetitia, a není postsynodální (vztahuje se k zasedání biskupské synody).